# سالونيا ماتيديا
سالونيا ماتيديا هي نبيلة رومانية ولدت في سنة 68، وهي ابنة أولبيا مارشيانا وغايوس سالونينوس ماتيديوس باتروينوس، هي ابنة أخت الإمبراطور تراجان ووالدة الإمبراطورة القرينة فيبيا سابينا زوجة هادريان. بعد وفاة والدها في سنة 78 عاشت مع والدتها مع تراجان وزوجته بومبيا بلوتينا. في سنة 81 تزوجت من القنصل لوشيوس فيبيوس سابينوس وأنجبت منه إبنتها الأولى فيبيا سابينا. توفي زوجها الأول بعد عامين من الزواج. في سنة 84 تزوجت من نبيل روماني لوشيوس مينديوس وتوفي هو الآخر بعد عام من الزواج وأنجبت منه إبنتها ماتيديا الصغرى. تزوجت للمرة الثالثة من القنصل ليبو روبيليوس فروغي في سنة 88 وأنجبت منه إبنتها الثالثة روبيليا فوستينا وألتي أصبحت جدة الإمبراطور ماركوس أوريليوس. بقيت مقيمة في بلاط خالها تراجان إلى أن توفيت في سنة 112 حيث تم إعطائها لقب أوغسطا أثناء وفاتها. تم تأليهها وبني معبد خاص لها في روما وكانت أول من أخذت لقب أوغسطا وهي ليست زوجة أو أم الإمبراطور.